# Campeonato Sudamericano de Béisbol 1963
El Campeonato Sudamericano de Béisbol 1963 fue la cuarta versión del torneo organizado por la Confederación Sudamericana de Béisbol (CSB), que se llevó a cabo el 5 al 13 de enero de 1963 en Buenos Aires, Argentina.

## Ronda Única
| Posición | Equipo    | Ganados | Perdidos | C. Anotadas | C. Recibidas |
| -------- | --------- | ------- | -------- | ----------- | ------------ |
| 1        | Ecuador   | 4       | 0        | 56          | 4            |
| 2        | Brasil    | 3       | 1        | 27          | 22           |
| 3        | Perú      | 2       | 2        | 22          | 29           |
| 4        | Argentina | 1       | 3        | 34          | 39           |
| 5        | Chile     | 0       | 4        | 11          | 56           |

## Calendario
| Juego    | Fecha       | Ganador   | Resultado | Perdedor  |
| -------- | ----------- | --------- | --------- | --------- |
| Juego 1  | 5 de enero  | Ecuador   | 6-1       | Perú      |
| Juego 2  | 5 de enero  | Brasil    | 5-2       | Chile     |
| Juego 3  | 7 de enero  | Perú      | 7-6       | Argentina |
| Juego 4  | 7 de enero  | Ecuador   | 10-0      | Brasil    |
| Juego 5  | 9 de enero  | Perú      | 13-5      | Chile     |
| Juego 6  | 9 de enero  | Argentina | 18-2      | Chile     |
| Juego 7  | 11 de enero | Ecuador   | 20-1      | Argentina |
| Juego 8  | 11 de enero | Brasil    | 12-1      | Perú      |
| Juego 9  | 13 de enero | Ecuador   | 20-2      | Chile     |
| Juego 10 | 13 de enero | Brasil    | 10-9      | Argentina |

| Bandera de Ecuador |
| Campeón Ecuador    |
| Primer título      |